# Phorbia impula
Phorbia impula este o specie de muște din genul Phorbia, familia Anthomyiidae. A fost descrisă pentru prima dată de Huckett în anul 1948.
Este endemică în British Columbia. Conform Catalogue of Life specia Phorbia impula nu are subspecii cunoscute.